# Mental (tv-serie)
 For alternative betydninger, se Mental (flertydig). (Se også artikler, som begynder med Mental)
Mental er en amerikansk tv-serie skabt af Dan LeVine. Serien debuterede på Fox den 26. maj 2009.